# Coptopteryx brevipennis
Coptopteryx brevipennis es una especie de mantis de la familia Coptopterygidae.

## Distribución geográfica
Se encuentra en Perú.